# Dryadaula hellenica
Dryadaula hellenica är en fjärilsart som beskrevs av Reinhardt Gaedike 1988. Dryadaula hellenica ingår i släktet Dryadaula och familjen äkta malar.
Artens utbredningsområde är Grekland. Inga underarter finns listade i Catalogue of Life.